# Ринодина
Ринодина (лат. Rinodina) — род лишайников семейства Фисциевые (Physciaceae). Автотрофные, реже лихенофильные лишайники.

## Синонимы[3]
- Berengeria Trevis., 1852 [1851—52]
- Courtoisia L. Marchand, 1830
- Dictyorinis Clem., 1909
- Lecanora subdiv. Rinodina Ach., 1810basionym
- Malmia M. Choisy, 1931
- Merorinis Clem., 1909
- Mischolecia M. Choisy, 1931
- Pachysporaria (Malme) M. Choisy, 1949
- Placothallia Trevis., 1852 [1851—52]
- Pleorinis Clem., 1909
- Pseudobuellia B. de Lesd., 1907
- Rinodinomyces E.A.Thomas ex Cif. et Tomas., 1953
- Rinodina subsect. Pachysporaria Malme, 1902

## Описание
Слоевище накипное, однородное, ареолированное, трещиновато-ареолированное или чешуйчатое, гетеромерное. Ареолы обычно плоские, гладкие до зернистых или бородавчатые. Подслоевище отсутствует или развивается, тёмное. Сердцевинный слой рыхлый. Слоевище прикрепляется к субстрату гифами сердцевинного слоя. Коровый слой у большинства видов отсутствует, но иногда он хорошо развит и состоит из параплектенхимной ткани. Иногда образуются вегетативные пропагулы  — изидии, соредии или бластидии.
Апотеции обычно многочисленные, часто леканоровые, редко лецидеевые, округлые, до 2 мм в диаметре, редко от взаимного давления угловатые, тёмные, поверхностно сидячие или погружённые в слоевище, иногда суженные у основания, с хорошо выраженным слоевищным краем, реже исчезающий или не развивается. Диск чёрный до коричневого цвета, иногда с налётом. Гимениальный слой бесцветный, или коричневатый, иногда с каплями масла. Эпигимений обычно коричневый, редко зелёный или голубовато-серый. Гипотеций бесцветный или реже тёмный. Эксципул часто отсутствует или тонкий. Парафизы 1—2 мм ширины, очень тонкие, простые или разветвлённые, на верхушках часто головчато-утолщённые до 6 мкм ширины, часто с коричневыми верхушками.
Сумки булавовидные, Lecanora-типа, в сумках обычно 8 спор, редко больше. Споры 2-клеточные, очень редко встречаются 4-клеточные или слабомуральные, эллипсоидные, бурые или коричневые, как правило с утолщёнными стенками.
Конидиомы в виде пикнид. Конидии палочковидные.
Фотобионт — зелёные водоросли Trebouxia-типа.

### Химический состав
Присутствуют вторичные метаболиты в виде атранорина хлороатранорина, гирофоровой кислоты, умбиликаровой кислоты, овоевой кислоты, 5-O-метилхиасцевой кислоты, зеорина, вариоларовой кислоты, паннарина, сферофорина, изосферовой кислоты, скирина, стиктовой кислоты и её производные, секалоновой кислоты, тиомелина, артотелина и тиофановой кислоты.

## Места обитания и распределения
Виды рода произрастают на различных каменистых и древесных субстратах, реже — на мхах, почве или растительных остатках, других лишайниках.
Широко распространённый род.

## Классификация
Согласно базе данных Catalogue of Life на декабрь 2023 года род включает 136 вида. Некоторые из них:
- Rinodina bischoffii (Hepp) A. Massal., 1855 — Ринодина Бишофа
- Rinodina calcarea (Hepp ex Arnold), 1879 — Ринодина известняковая
- Rinodina conradii Körb., 1855 — Ринодина Конрада
- Rinodina efflorescens Malme, 1927 — Ринодина цветущая
- Rinodina exigua (Ach.) Gray, 1821 — Ринодина скудная
- Rinodina gennarii Bagl., 1861 — Ринодина Дженари
- Rinodina immersa (Körb.) J. Steiner, 1893 — Ринодина погружённая
- Rinodina lecanorina (A. Massal.) A. Massal., 1854 — Ринодина леканоровая
- Rinodina milvina ((Wahlenb. ex Ach.) Th. Fr., 1861 — Ринодина хищная
- Rinodina polyspora Th. Fr., 1861 — Ринодина многоспоровая
- Rinodina pyrina (Ach.) Arnold, 1881 — Ринодина грушевая
- Rinodina sophodes (Ach.) A. Massal., 1852 — Ринодина связанная
- Rinodina turfacea (Wahlenb.) Körb., 1855 — Ринодина торфяная